# Сожжение (фильм, 1981)
«Сожжение» (англ. The Burning) — американский слэшер режиссёра Тони Мэйлэма. Премьера фильма состоялась 8 мая 1981 года. Несмотря на кассовый провал фильма, впоследствии он стал культовой классикой жанра и получил положительные отзывы критиков.

## Сюжет
В результате неудачной шутки подростков злобный и пристрастившийся к алкоголю вожатый летнего лагеря «Блэкфут» Кропси был обезображен. Пять лет он проводит в госпитале, где ему делают многочисленные пересадки кожи. После выписки Кропси начинает мстить, убивая отдыхающих другого лагеря.

## В ролях
- Брайан Мэтьюз — Тодд
  - Кит Манделл — Тодд в детстве
- Лия Эйрс — Мишель
- Брайан Бэккер — Альфред
- Лу Дэвид — Кропси
- Лэрри Джошуа — Глейзер
- Джейсон Александер — Дэйв
- Нед Эйзенберг — Эдди
- Каррик Гленн — Салли
- Кэролин Хулихан — Карен
- Фишер Стивенс — Вудсток
- Шелли Брюс — Тигер
- Сара Чодофф — Барбара
- Бонни Дероски — Марни
- Холли Хантер — София
- Кеви Кендалл — Диан
- Дж. Р. МакКекни — Фиш
- Джордж Пэрри — Алан
- Эми Сигулл — Рода
- Джефф Де Харт — управляющий
- Брюс Клюгер — Род
- Джерри МакГи — интерн
- Мансур Наджиулла — дежурный
- Уилли Реале — Пол
- Джон Роуч — детектив
- К. С. Таунсенд — проститутка
- Джон Трипп — вожатый
- Джеймс Ван Верт — Джэйми
- Тереза Морреале — девушка, играющая в софтбол